# بجيميسواف زامويسكي
بجيميسواف زامويسكي (بالبولندية: Przemysław Zamojski) مواليد 16 ديسمبر 1986 في البلنغ، بولندا، هو لاعب كرة سلة بولندي. بدأ مسيرته الاحترافية في سنة 2006. يلعب مع نادي جلونا غورا لكرة السلة في الدوري البولندي لكرة السلة. يحمل الرقم 35. يبلغ طوله 6 قدم 4 بوصة (1.9 م).

## المسيرة الاحترافية
لعب مع أسكو غدينيا من سنة 2006 إلى 2012، ثم لعب مع ترفل سوبوت في سنة 2012، ثم لعب مع نادي جلونا غورا لكرة السلة في سنة 2013.

## الإنجازات
- الدوري البولندي لكرة السلة : (2007، 2008، 2009، 2010، 2011، 2012، 2015)

## روابط خارجية
- بجيميسواف زامويسكي على موقع الاتحاد الدولي لكرة السلة (الإنجليزية)
- بجيميسواف زامويسكي على موقع الدوري الأوروبي لكرة السلة (الإنجليزية)
- بجيميسواف زامويسكي على موقع fiba3x3.com (الإنجليزية)
- بجيميسواف زامويسكي على موقع كرة السلة الأوروبية.كوم (الإنجليزية)
- بجيميسواف زامويسكي على موقع ريلجم (الإنجليزية)
- بجيميسواف زامويسكي على موقع بروبوليرز (الإنجليزية)
- بجيميسواف زامويسكي على موقع سبورتس رفرنس (الإنجليزية)
- بجيميسواف زامويسكي على موقع اللجنة الأولمبية الدولية (الإنجليزية)
- بجيميسواف زامويسكي على موقع أوليمبيديا (الإنجليزية)